# Lista de pinturas de Domingos Sequeira

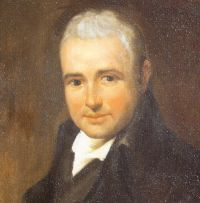
Autorretrato (1830s) de Domingos Sequeira

A seguinte é uma lista de pinturas de Domingos Sequeira, lista não exaustiva das pinturas deste pintor, mas tão só das que como tal se encontram registadas na Wikidata.
A lista está ordenada pela data da publicação de cada pintura. Como nas outras listas geradas a partir da Wikidata, os dados cuja designação se encontra em itálico apenas têm ficha na Wikidata, não tendo ainda artigo próprio criado na Wikipédia.
Domingos António de Sequeira (1768-1837), pintor régio, foi professor e artista de múltiplos interesses, sendo genericamente considerado como um dos melhores da arte portuguesa do seu tempo.
| Imagem | Título                                                               | Data           | Retrata | Coleção                                             | Descrito em |
| ------ | -------------------------------------------------------------------- | -------------- | --- | --------------------------------------------------- | ----------- |
|        | Retrato do Conde e Condessa de Linhares                              | século XVIII   | | No/unknown value                                    |             |
|        | Santa Maria Madalena                                                 | 1789           | Maria Madalena                                                                                              | Palácio Nacional de Queluz                          |             |
|        | Moeda de César                                                       | 1790           | | No/unknown value                                    |             |
|        | Retrato de Cavalheiro                                                | década de 1790 | homem | Fundação Dionísio Pinheiro e Alice Cardoso Pinheiro |             |
|        | Nossa Senhora das Dores                                              | década de 1790 | | No/unknown value                                    |             |
|        | Alegoria da Fundação da Casa Pia de Belém                            | década de 1790 | homem mulher criança funcionário público putto leão estátua Domingos Sequeira paisagem Santa Maria de Belém | Departamento de Pinturas do Louvre                  |             |
|        | O Milagre de Ourique                                                 | 1793           | Batalha de Ourique Jesus Ourique barraca                                                                    | Castelo d'Eu                                        |             |
|        | Pregação de S. João Baptista                                         | 1793           | | No/unknown value                                    |             |
|        | Deuses no Olimpo                                                     | 1794           | | No/unknown value                                    |             |
|        | São Bruno em oração                                                  | 1799           | Bruno de Colônia                                                                                            | Museu Nacional de Arte Antiga                       |             |
|        | Retrato de D. João VI                                                | década de 1800 | João VI de Portugal                                                                                         | Palácio Itamaraty                                   |             |
|        | Sagrada Família, Santa Isabel, São João Baptista menino e dois anjos | século XVIII   | Sagrada Família Isabel João Batista anjo                                                                    |                                                     |             |
|        | Nossa Senhora da Conceição                                           | século XVIII   | Imaculada Conceição                                                                                         | Igreja de Nossa Senhora dos Mártires                |             |
|        | Maria Anna Walstein Wurtemburg, Marquesa de Santa-Cruz               | 1800           | |                                                     |             |
|        | D. Afonso V armando D. João II como cavaleiro                        | 1802           | | Palácio Nacional da Pena                            |             |
|        | Retrato de D. Carlota Joaquina, rainha de Portugal                   | 1802           | Carlota Joaquina de Bourbon                                                                                 | Museu de Arte de São Paulo                          |             |
|        | Retrato de D. João VI, rei de Portugal                               | década de 1800 | | Museu de Arte de São Paulo                          |             |
|        | Retrato do Príncipe Regente D. João                                  | 1802           | | Palácio Nacional da Ajuda                           |             |
|        | Dom João, Príncipe Regente, passando revista às tropas na Azambuja   | 1803           | João VI de Portugal                                                                                         | Palácio Nacional de Queluz                          |             |
|        | Retrato de D. João VI (1807)                                         | 1807           | João VI de Portugal                                                                                         | Reitoria da Universidade do Porto                   |             |
|        | Junot Protegendo a Cidade de Lisboa                                  | 1808           | Jean-Andoche Junot                                                                                          | Museu Nacional de Soares dos Reis                   |             |
|        | João Baptista Verde e Mariana Benedita                               | 1809           | João Baptista Verde                                                                                         | Museu Nacional de Arte Antiga                       |             |
|        | Alegoria às virtudes do Príncipe Regente D. João                     | 1810           | | Palácio Nacional de Queluz                          |             |
|        | Lisboa protegendo os seus habitantes                                 | 1812           | | Museu de Lisboa                                     |             |
|        | Retrato de Joaquim Pedro Quintela, 1.º conde de Farrobo              | 1813           | Joaquim Pedro Quintela, 1.º conde de Farrobo                                                                | Museu Nacional de Arte Antiga                       |             |
|        | Retrato da Família do 1.º Visconde de Santarém                       | 1816           | | Museu Nacional de Arte Antiga                       |             |
|        | Retrato de Domingos e Mariana Benedita Vitória de Sequeira           | 1816           | | Museu Nacional de Arte Antiga                       |             |
|        | Retrato da Família do 1º Visconde de Santarém                        | 1816           | |                                                     |             |
|        | Retrato de José Clemente de Mendonça e Mendes                        | 1819           | | No/unknown value                                    |             |
|        | Retrato equestre de Carlota Joaquina de Bourbon                      | década de 1820 | Carlota Joaquina de Bourbon cavalo sidesaddle                                                               | Museu Imperial                                      |             |
|        | Portugal à beira do abismo                                           | 1820           | | No/unknown value                                    |             |
|        | Retrato de D. João VI (1821)                                         | 1821           | João VI de Portugal                                                                                         | Museu Nacional de Arte Antiga                       |             |
|        | Alegoria à Constituição de 1822                                      | 1821           | Constituição portuguesa de 1822                                                                             | Museu Nacional de Arte Antiga                       |             |
|        | Retrato de D. João VI                                                | 1821           | João VI de Portugal                                                                                         | Palácio de São Bento                                |             |
|        | Retrato de Mariana Benedita Sequeira                                 | 1822           | | Museu Nacional de Arte Antiga                       |             |
|        | Retrato de Adrião Ribeiro Neves                                      | 1825           | | Museu Ashmolean                                     |             |
|        | Descida da Cruz                                                      | 1827           | Deposição da Cruz Jesus                                                                                     |                                                     |             |
|        | Adoração dos Magos                                                   | 1828           | Menino Jesus                                                                                                | Museu Nacional de Arte Antiga                       |             |
|        | Ascensão de Cristo                                                   | 1828           | Ascensão de Jesus                                                                                           |                                                     |             |
|        | Juízo Final                                                          | 1828           | Juízo Final                                                                                                 |                                                     |             |
|        | Autorretrato de Domingos Sequeira                                    | década de 1830 | Domingos Sequeira                                                                                           | No/unknown value                                    |             |
|        | Coroação da Virgem                                                   | 1830           | Coroação de Maria                                                                                           | Museu Nacional de Arte Antiga                       |             |
|        | Retrato da Família Barros                                            | década de 1830 | Luísa Margarida de Barros Portugal                                                                          | Fundação Maria Luisa e Oscar Americano              |             |
|        | Senhora com pomba e ancião                                           | década de 1830 | | No/unknown value                                    |             |
|        | Tobias cura a cegueira de seu pai                                    | década de 1830 | | No/unknown value                                    |             |
|        | Última Comunhão de Santa Maria Madalena                              | década de 1830 | Maria Madalena anjo                                                                                         | No/unknown value                                    |             |
|        | Susana e os Anciãos                                                  | década de 1830 | | No/unknown value                                    |             |
|        | Jesus é despojado das Suas vestes                                    | década de 1830 | | No/unknown value                                    |             |
|        | Retrato de D. Pedro de Sousa Holstein, 1º Duque de Palmela           | século XIX     | Pedro de Sousa Holstein                                                                                     |                                                     |             |

∑ 49 items.